# Bucy-Saint-Liphard

Bucy-Saint-Liphard este o comună în departamentul Loiret din centrul Franței. În 1 ianuarie 2022 avea o populație de 208 de locuitori.